# Develi
Develi est une ville d'Anatolie centrale, sous préfecture de Kayseri.
Situé à 6 km au sud du mont Erciyes et à 45 km de Kayseri. Le climat y est continental, avec des hivers neigeux et rudes. La ville compte environ 64 500 habitants en 2014.

## Géographie
La ville se situe sur un plateau en contrebas du mont Erciyes (3 916 m).

## Villages
- Sindelhöyük
- Şıhlı (Develi)